# Parque Eólico de Taíba

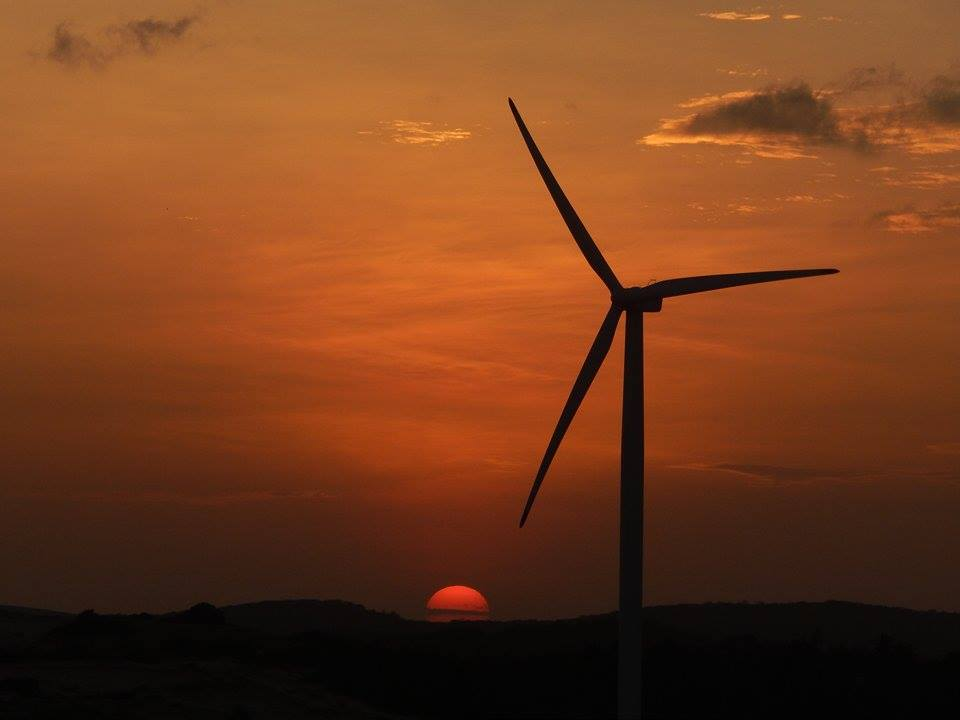
Parque Eolico Taiba.

O parque eólico Taiba localizado no município brasileiro de São Gonçalo do Amarante, no estado do Ceará, com potência instalada de 56,7 megawatts.
Iniciou as operações em janeiro de 1999, a central é composta por 27 aerogeradores.
A Usina Eólio-elétrica da Taiba é a primeira do mundo construída sobre dunas de areia. Foi construída em 6 meses e é uma unidade produtora independente de energia elétrica, com 10 aerogeradores. A energia elétrica anual produzida é da ordem de 17.5 milhões de kWh, suficiente para suprir de forma limpa e renovável as necessidades domiciliares de uma população de cerca de 50 mil pessoas.